# خرمالویی
خرمالویی نام یک رنگ است.
رنگ خرمالویی از یکی از پرده‌های رنگ قرمز و همچنین از پرده‌های رنگ نارنجی به‌ شمار می‌آید.
این رنگ به رنگ میوه رسیده درخت خرمالو تشبیه شده.